# کابو ورده اکسپرس
کابو ورده اکسپرس (به انگلیسی: Cabo Verde Express) یک شرکت هواپیمایی است که در تاریخ ۱۹۹۸ میلادی تأسیس شده است. دفتر مرکزی کابو ورده اکسپرس در کیپ ورد واقع شده‌است و قطب این شرکت هواپیمایی در فرودگاه بین‌المللی امیلکر کبرل قرار دارد و به ۷ مقصد، پرواز انجام می‌دهد.

## مقصدهای پروازی
کیپ ورد
- بوآ ویستا، کیپ ورد - فرودگاه رابیل
- فوگو، کیپ ورد - فرودگاه سائو فیلیپ
- مایو، کیپ ورد - فرودگاه مایو
- سانتیاگو، کیپ ورد - فرودگاه بین‌المللی پرائیا
- سال، کیپ ورد - فرودگاه بین‌المللی امیلکر کبرل قطب
- سائو نیکولاو، کیپ ورد - فرودگاه پره‌گوئیچا
- سائو ویسنته، کیپ ورد - فرودگاه سائو پدرو